# Anthony Likiliki
Anthony Kinalea Likiliki (19 de dezembro de 1999) é um futebolista tonganês que atua como atacante. Joga pela seleção nacional.

## Carreira internacional
Anthony foi convocado pelo técnico Timote Moleni para a primeira fase das eliminatórias oceânicas para a Copa do Mundo FIFA de 2018, sendo o jogador mais jovem da competição à época, com 15 anos de idade. Na primeira partida de Tonga, em 31 de agosto de 2015, Anthony ficou apenas na reserva, assistindo à derrota de sua equipe por 3 a 0 frente às Ilhas Cook. Fez sua estreia no jogo seguinte, em 2 de setembro, contra a Samoa Americana, e jogou por 22 minutos da derrota por 2 a 1. Jogou também o terceiro e último confronto, desta vez como titular e jogou até o intervalo, quando foi substituído por Lafaele Moala. A seleção tonganesa perdeu da Samoa por 3 a 0 e foi eliminada sem ter conseguido nenhum ponto.